# هاوثورنس
هاوثورنس (بالإنجليزية: The Hawthorns)‏ هو ملعب كرة قدم بإنجلترا. اُفتُتح عام 1900 ، يتسع الملعب إلى 26,272 متفرج.